# Лисоня
Лисо́ня — гора заввишки 399 м над рівнем моря, розташована за 4 км на південний схід від Бережан між яром річки Золота Липа та її лівобічною притокою річкою Ценівкою.

## Історичні події
Лисоня стала знаною на українських землях як місце героїчної слави і болючих втрат Українських Січових Стрільців. 2 вересня 1916 року тут відбулася найкривавіша битва легіону УСС у складі австро-угорських коаліційних військ з російською армією. Перемогу було здобуто ціною втрати більше половини особового складу легіону: 81 вояк убитий, 293 — поранені, 285 — потрапили у полон. Найбільше втрат було серед старшинського складу. У бою полягли хорунжі Денис Кліщ, Ярослав Кузьмович, Іван Максимишин, Юліан Соколовський; поранення отримали сотник Роман Дудинський, поручник Осип Яримович, четарі Богдан Гнатевич, Остап Коберський, хорунжі Михайло Мінчак, Євген Ясеницький; потрапили у полон поручники Андрій Мельник, Роман Сушко, четар Василь Кучабський, хорунжі Михайло Дорошенко, Микола Загаєвич, Михайло Матчак та інші.

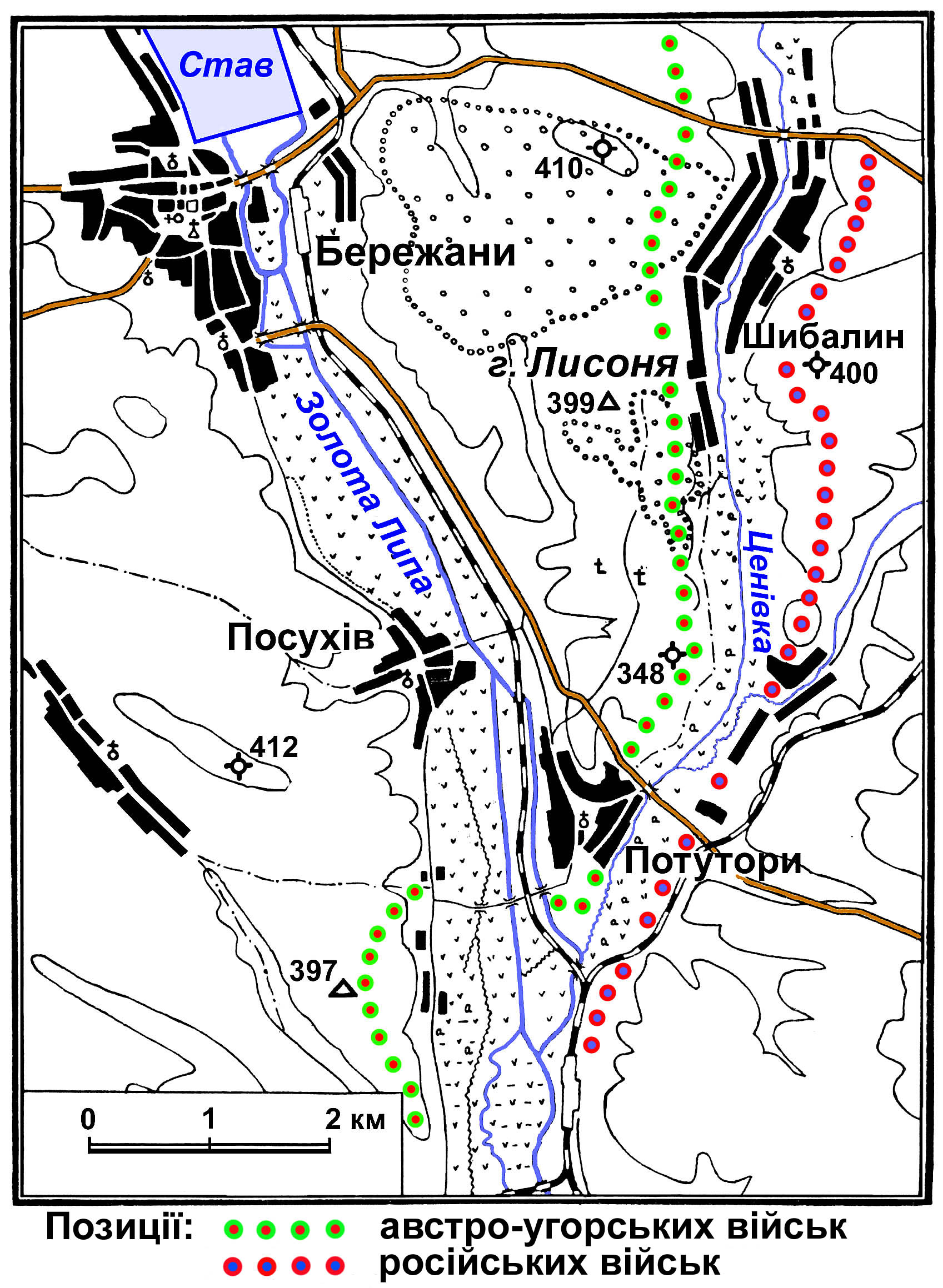
Схема розташування австро-угорських і російських військ поблизу Бережан на початок вересня 1916 року

1927 року за ініціативою Тернопільського воєводського та Бережанського повітового осередків Товариства охорони воєнних могил на пам'ять про героїзм українського стрілецтва на Лисоні насипали меморіальний курган, який відразу став місцем паломництва українців. Це викликало різкий спротив польської влади, яка не могла допустити якнайменших виявів патріотизму та устремлінь до державно-політичної незалежності серед української спільноти в Галичині. Польська поліція забороняла проведення мітингів на Лисоні. Через рік польський уряд видав постанову, згідно з якою всі захоронення вояків на Лисоні переносять на один цвинтар у селі Підвисоке. Лисоня стає відома як «розрита могила»: її розкопували декілька разів. Неодноразово нищили і хрест на ній. Українці протестували проти такої наруги в польському сеймі, зверталися з позовами за осквернення могил до суду, врешті відновлювали могили, встановлювали хрест. Та все повторювалося знову.
Невдовзі після проголошення у Львові в червні 1941 року Акту відновлення Української Держави на Лисоні пройшов багатотисячний мітинг, на який прибули українці з усіх куточків Галичини. Найбільше було молоді у національних строях, козацькому та стрілецькому вбранні. Після цієї події німецька окупаційна влада заборонила проведення подібних маніфестацій на горі Лисоня.
Радянський режим також жорстоко боровся за викорінення з пам'яті українців будь-яких згадок про героїчне минуле українського народу в його прагненні до незалежності. У 1970-х роках поховання на Лисоні ледве вдалося вберегти від розорювання під сільськогосподарські угіддя.

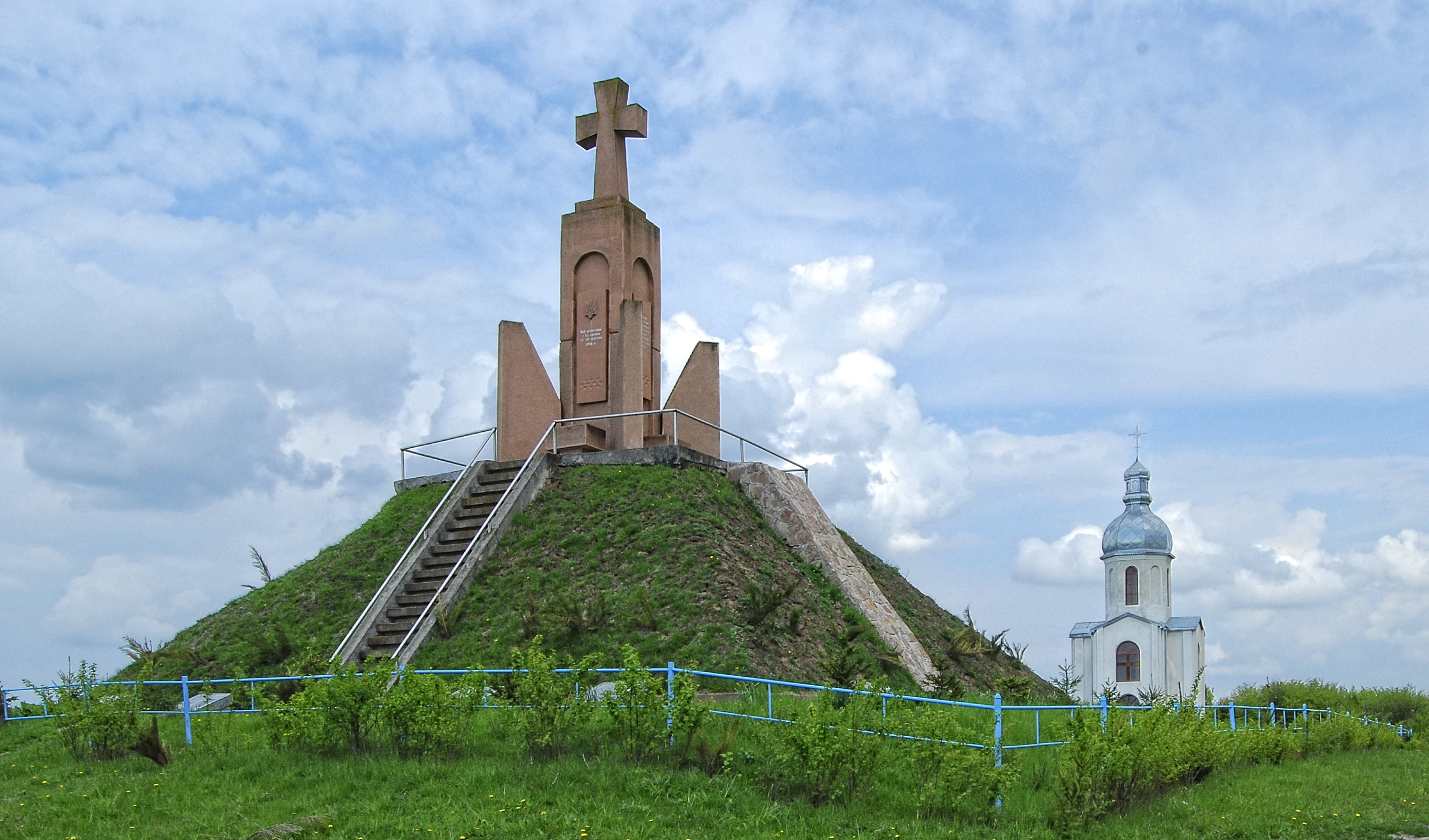
Пам'ятний хрест і капличка на Лисоні

Ще за існування комуністичної влади у липні 1989 року на Лисоні відбувся величний багатотисячний мітинг-реквієм, на якому вперше майоріли синьо-жовті прапори.
Нині на вершині Лисоні височить Хрест скорботи і слави, встановлений у 1994 році, як данина світлій пам'яті українських січових стрільців. На мармурових плитах викарбувані імена полеглих тут героїв. Поруч із Хрестом збудована капличка для відправ і молитви. 2007 року біля підніжжя Хреста скорботи і слави було встановлено Державний Прапор України, 2008 — стенд Пам'яті.
Лисоня — це величавий символ ідеї боротьби за волю України, доказ незламності духу та звитяжності українського стрілецтва.
В 2017 році в підніжжя гори встановлено пам'ятний знак угорським воякам.

## Культура
На горі Лисоня 4 вересня 2011 р. розпочався VI фестиваль стрілецької та повстанської пісні «Дзвони Лисоні». Участь у фестивалі взяли творчі колективи з Тернопільської, Львівської, Рівненської, Івано-Франківської, Волинської областей.
Також на фестивалі було представлено виставку українських бойових нагород 1914–1952 років. Почесним гостем заходу цього року був син командувача УПА Романа Шухевича Юрій.
З 2 вересня на горі Лисоні розпочалося таборування пластової молоді, які весь час підтримували «стрілецьку ватру». Вогонь з ватри учні шкіл розвезли по всіх населених пунктах району, а о 20.00 в рамках акції «Підтримай вогонь Лисоні» «стрілецькі ватри» запалали на всіх найвищих горах Бережанщини.

## Каплиця
Є каплиця Покрови Пресвятої Богородиці. Її у 2016 році розмалювали художники Тернопільщини Олег та Віталій Шупляки, Богдан Бринський, Михайло Дирбавка, Микола Шевчук та керівник проекту Богдан Ткачик.